# Ian Turner (Fußballspieler, 1989)
Ian Turner (* 19. April 1989 in Wilton, Cork) ist ein irischer Fußballspieler, der seit 2019 beim irischen Verein Cobh Ramblers unter Vertrag steht.

## Karriere
Seine Karriere begann der hauptsächlich im rechten Mittelfeld, bei St Patrick’s Athletic auch als Stürmer, eingesetzte Turner in der Saison 2010/2011 bei Cork City in der First Division, der zweithöchsten Spielklasse Irlands, und wurde in dieser Saison 29-mal eingesetzt. In der nächsten Saison erzielte er beim 0:4-Auswärtssieg gegen SD Galway in der 78. Minute sein erstes Tor in der First Division. Nach dem Aufstieg von Cork City 2011 in die Premier Division spielte Turner in der höchsten Spielklasse Irlands.
Während der Saison 2013/2014 wechselte er auf Leihbasis zu Limerick FC, wo er bis 2015 spielte. In diesem Jahr spielte er seine erfolgreichste Saison mit 8 Toren in 32 Spielen und wurde im Oktober zum Spieler des Monats gewählt. Nach einer weiteren Saison wieder bei Cork City (2016) und Limerick FC (2017) wechselte er 2017 zu St Patrick’s Athletic. In der UEFA Europa League 2016/17 war er bei den sechs Spielen für Cork City lediglich Ersatzspieler.
Seit 2019 spielt er bei den Cobh Ramblers in der First Division.
Er spielte bis zur Saison 2018/2019 über 20 mal im League of Ireland Cup und FAI Cup. 2011 absolvierte er alle Spiele des League Cups für Cork City bis zur knappen Finalniederlage gegen Derry City. 2013 erreichte er das Halbfinale des Setanta Sports Cups. 2016 gewann er mit Cork City (2:0 gegen Dundalk FC) den Irischen Fußball-Supercup (offiziell FAI President’s Cup genannt) und spielte in diesem Spiel am 27. Februar 2016 über die gesamte Spieldauer.